# Zelda Fitzgerald
Zelda Sayre Fitzgerald (født 24. juli 1900, død 10. marts 1948) var en amerikansk forfatter.
Hun var et ikon i 1920'ernes selskabsliv i forbindelse med sit ægteskab med forfatteren F. Scott Fitzgerald.
Født Zelda Sayre i Montgomery, Alabama som den yngste af seks børn i en rig og fornem sydstatsfamilie.
I 1920 giftede hun sig med den debuterende forfatter Francis Scott Fitzgerald, der med sit gryende forfatterskab håbede på at kunne forsørge Zelda, som gennem et liv med velstand og forkælelse havde store krav til deres livsstil.
Jazztiden i 1920'erne var Fitzgerald-parrets storhedstid. De blev et symbol på tiden og dens vildskab. Størstedelen af pengene fra F. Scott Fitzgeralds bøger blev brugt på fester og ekstravagante rejser til den Franske riviera og Paris.
I 1930 blev hun indlagt på et sanatorium med diagnosen skizofreni. I 1932 under et ophold på en klinik i Maryland skrev hun romanen Save Me the Waltz, der med sit selvbiografiske materiale præsenterede en anden vinkel på ægteparrets stormfulde liv end det, som F. Scott Fitzgerald beskrev i sine romaner. Han forbød hende at skrive mere om deres liv og fik lægernes opbakning i denne sag.
I 1936 blev hun indlagt på Highland Mental Hospital i Asheville, North Carolina, et ophold hendes mand i de næste år finansierede ved sit arbejde som manuskriptforfatter i Hollywood. Dette betød, at de ikke så meget til hinanden, og ved F. Scott Fitzgeralds død i 1940 var det da også halvandet år siden, at de sidst havde set hinanden.
De sidste år af sit liv brugte hun på at skrive på en ny roman og male. I 1948 døde hun under en brand på det hospital, hun opholdt sig på.